# Ханабуса Иттё

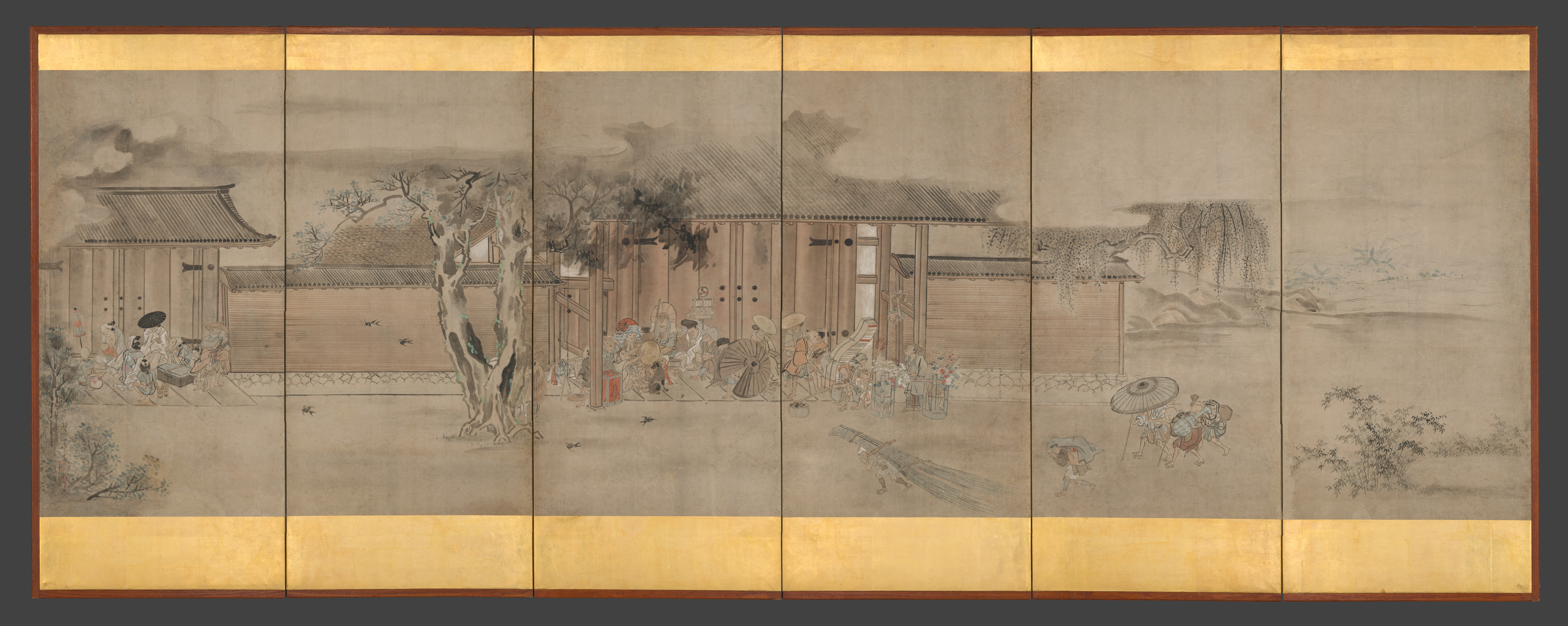
Скрывающиеся от дождя

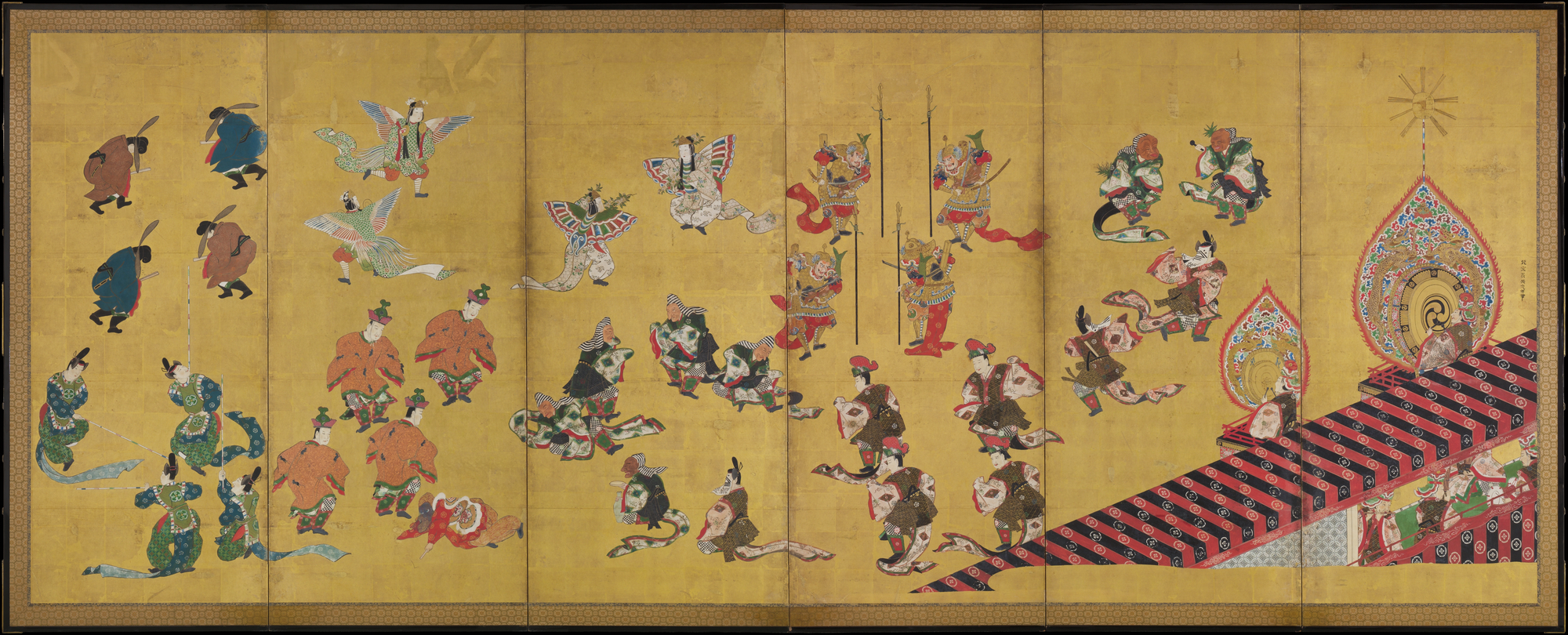
Танцы Бугаку

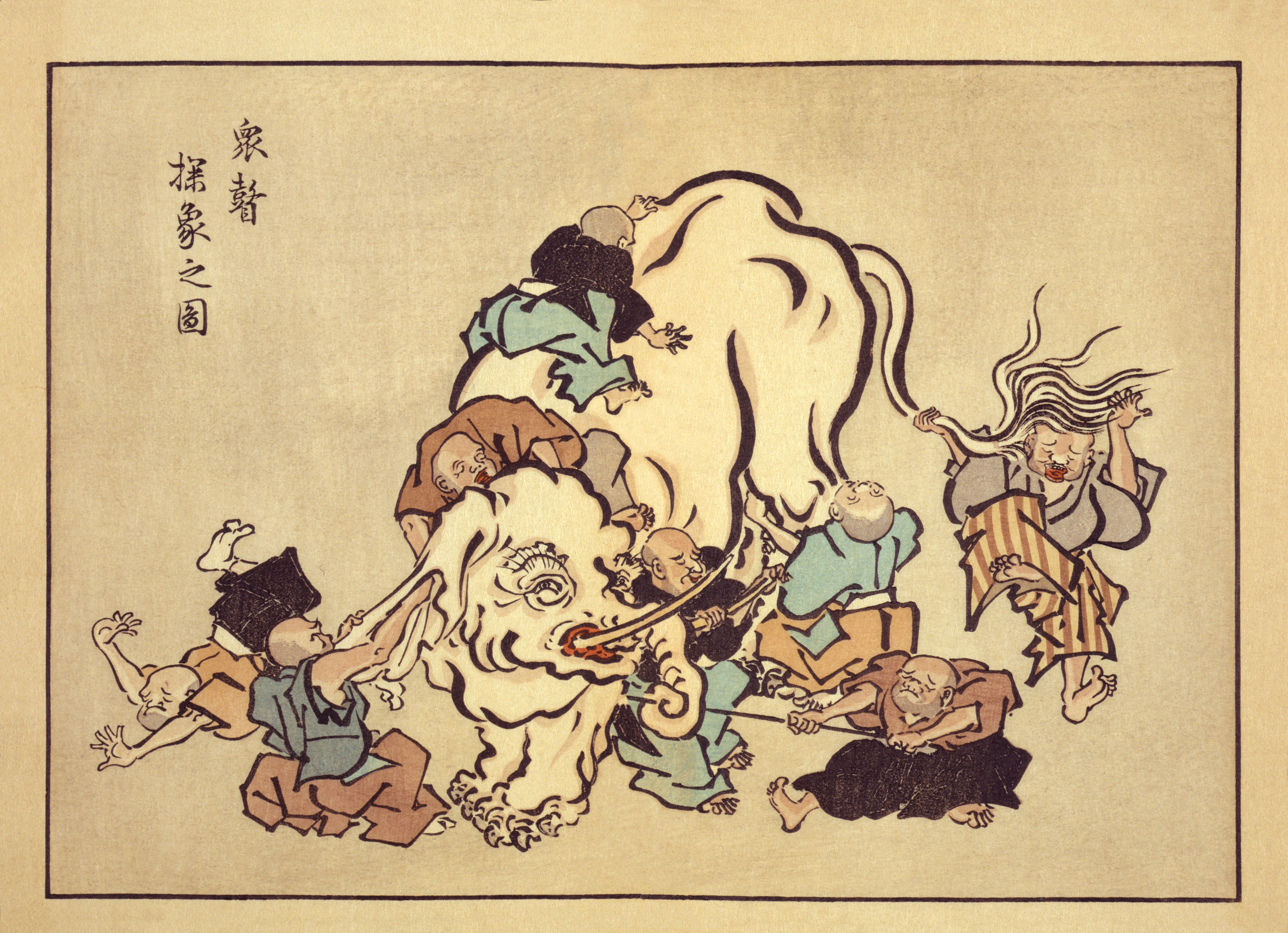
Слепые монахи изучают слона

Ханабуса Иттё (яп. 英 一蝶, 1652—1724); имя при рождении — Тага Синко — японский художник, каллиграфист и поэт. Изначально Ханабуса Иттё обучался живописи в школе Кано у мастера Кано Ясунобу, но в итоге полностью отверг этот стиль и стал последователем школы Нанга и так называемой бундзинга (яп. 文人画, «живопись учёных») и экспериментировал с изображениями сцен из повседневной жизни людей. Также использовал псевдонимы Тага Тёко, Хисикава Вао и несколько других.

## Биография
Ханабуса Иттё родился в Осаке в 1652 году в семье врача. Его имя при рождении было Тага Синко. С 15 лет он обучался живописи в школе Кано у Кано Ясунобу, по неизвестным причинам через два года мастер выгнал его из учеников. Он продолжил обучение в школе Кано под псевдонимом Тага Тёко, также в то время он усиленно занимался поэзией и писал хайку под псевдонимом Кёъун. В то время он стал более известен как поэт, чем как художник. Он обучался поэзии у Мацуо Басё, а также занимался каллиграфией. Позже он отверг стиль школы Кано в пользу своего собственного стиля, который вскоре стал известен как школа Ханабуса. Ханабуса Иттё (тогда ещё Тага Тёко) стал очень популярен, множество современников копировали его работы, поэтому в наше время сохранились как оригиналы, так и множество подделок
В 1693 году художник попал в тюрьму и был освобождён через два месяца. В 1698 году художника отправили в ссылку на остров Миякедзима за карикатурное изображение одной из конкубин сёгуна. Он смог вернуться оттуда лишь в 1710 году. Именно в тот год он взял новое имя Ханабуса Иттё. По возвращении он узнал, что его родители и Басё уже умерли к тому времени. Через некоторое время художник смог восстановиться и вернуть былую славу.
На большей части своих работ Ханабуса Иттё изображал сцены из городской жизни с точки зрения представителя «живописи учёных». Его собственный стиль представлял собой синтез школы Кано и укиё-э. Его работы были «более поэтичны и менее формалистичны, чем произведения школы Кано, и являли собой типичный «буржуазный» дух периода Гэнроку». В отличие от художников укиё-э Ханабуса Иттё не ограничивался изображением куртизанок и актёров, а создавал произведения и с обычными горожанами. Среди его работ есть как поэтичные пейзажи, так и сатирические работы.
Учениками мастера стали его собственный сын Ханабуса Иттё II и Саваки Сууси.